# Fiducia supplicans
Fiducia supplicans (łac. „Błagająca ufność”) – dokument Dykasterii Nauki Wiary (części składowej Kurii Rzymskiej) z dnia 18 grudnia 2023, o pełnej nazwie Deklaracja Fiducia supplicans o duszpasterskim znaczeniu błogosławieństw.

## Charakter dokumentu
Deklaracja jest oficjalnym dokumentem Dykasterii Nauki Wiary. Wśród licznych opublikowanych przez tę dykasterię (do 2022 kongregację) dokumentów znajdują się listy, odpowiedzi na wątpliwości (łac. responsa ad dubia), powiadomienia (ang. notifications), instrukcje i inne pisma, natomiast publikacja „deklaracji” jest wydarzeniem rzadszym: poprzednimi dokumentami tej rangi były Deklaracja Dominus Iesus z 6 sierpnia 2000, deklaracja o podziemnym Kościele czeskim z 11 lutego 2000 i deklaracja o stowarzyszeniach masońskich z 26 listopada 1983. Deklaracja Fiducia supplicans jest w założeniu nowym wyjaśnieniem odpowiedzi na wątpliwości, udzielonej przez Kongregację Nauki Wiary (poprzedniczkę Dykasterii) w dniu 22 lutego 2021 (FS 2).

## Niektóre postanowienia
Deklaracja wychodzi z założenia, że Jezus Chrystus jest błogosławieństwem Boga dla całej ludzkości (FS 1). Osoba prosząca o błogosławieństwo uznaje potrzebę zbawczej obecności Boga, a prosząca o to błogosławieństwo Kościół uznaje ten ostatni za sakrament zbawienia (FS 20). Pierwsze dwie części dokumentu zawierają teologiczne rozważania na temat natury samego błogosławieństwa oraz rozróżnienia między różnymi rodzajami samych błogosławieństw (na przykład wznoszącym i zstępującym, FS 18). Są one podstawą dla bardziej szczegółowych wskazówek zawartych w trzeciej części dokumentu, zatytułowanej Blessings of Couples in Irregular Situations and of Couples of the Same Sex (ang. „Błogosławieństwa par znajdujących się w sytuacji nieregularności oraz par tej samej płci”). Deklaracja stwierdza, iż pojawia się możliwość udzielania błogosławieństwa parom tej samej płci (Within the horizon outlined here appears the possibility of blessings for couples in irregular situations and for couples of the same sex, FS 31), które jednak nie powinno mieć ustalonej formy obrzędowej (should not be fixed ritually, FS 31) dla uniknięcia pomieszania z błogosławieństwem właściwym dla sakramentu małżeństwa. Podano przypadki, w których nie można udzielać takiego błogosławieństwa (w trakcie cywilnej ceremonii ślubnej, FS 39) oraz takie, w których błogosławieństwa można udzielić (pielgrzymka, modlitwa wspólnotowa i inne, FS 40).

## Reakcje
Dokument spotkał się ze zróżnicowanymi reakcjami – od pozytywnych przez wstrzemięźliwe po negatywne. Arcybiskup Salzburga Franz Lackner ocenił, że zasadniczo błogosławieństwa par w sytuacji nieregularności i par jednopłciowych nie można już odmówić. Biskup Kopenhagi Czesław Kozon stwierdził, że problem nie leży w samej deklaracji, tylko w jej możliwych interpretacjach. Konferencja Episkopatu Węgier zaleciła duchownym unikanie tego rodzaju błogosławieństw. 
W reakcji na różne przyjęcie ze strony biskupów, w styczniu 2024 roku Dykasteria Nauki Wiary opublikowała komunikat, który stwierdza, iż to biskupi mogą rozeznać zastosowanie Deklaracji doktrynalnej Fiducia supplicans w zależności od kontekstu i że błogosławieństwa duszpasterskie nie są porównywalne z błogosławieństwami liturgicznymi i rytualnymi.